# 創世記戦シリーズ
『創世記戦シリーズ』は、1990年代にソフトマックスが制作し、韓国で大ヒットを記録したロールプレイングゲームのシリーズ作品。

## 概要
中世の西欧を背景にしたファンタジーベースで東洋風の武侠小説とSF要素を含んだ世界観を基盤としている。
PCゲームを中心としたシリーズで、現在シリーズが4作、外伝作品が3作発売されており、他にモバイルゲームで戦略シミュレーションゲームとして2018年夏にリリースする予定である。
その他に創世記戦リメイクとしてPlayStation VitaとNintendo Switchにて開発を予定している。

## シリーズ一覧

### 創世記戦
1996年に発売されたシリーズ1作品目。当時フロッピーディスク10枚の大容量ゲームとしてリリースされた。戦略ゲーム寄りの戦闘システムはSRPGの味を引き出せたと評価された。日本式のRPGは一人の主人公の成長ストーリーに焦点を合わせているものが多いが、『創世記戦』は多様な人物のストーリーを複合的に見せることでよりストーリーの深みを出した。

### 創世記戦II
1997年発売。膨大なストーリーで完結を迎えることのなかった『創世記戦』の完結編として発売された。この作品には『創世記戦』のストーリーも含まれており、事実上本作を買うだけでどちらも楽しむことができた。前作と同じ構成に、天気などの変数を加え戦略的要素が組み込まれた。

### 創世記戦外伝1〜西風の狂詩曲
『創世記戦争』シリーズの外伝。1998年3月に韓国で発売され、130,000本以上の大ヒットを記録しており、日本では1999年10月に日本ファルコムよりPC版（Windows 95専用CD-ROM）も発売され、発売累計40,000本以上の売上を記録している。「新ソフトウェア大賞」、「ソフトエキスポ'98商品賞コンテンツ」など数々の賞を受賞している。

### 創世記戦外伝2〜TEMPEST
1998年に発売。

### 創世記戦III PART.1
1999年に発売。外伝ではなく本編シリーズである。今までと同じくSRPG形式で、3つのエピソードがオムニバス形式で進行する。

### 創世記戦III PART.2
2000年に発売。

### 創世記戦IV
2008年に開発が始まり、8年の歳月を経た2016年にリリースされたPCオンラインMMORPG。しかし、進行することすらできない致命的なバグにより限界を迎え、リリース後1年という短い期間で幕を閉じた。

### 創世記戦: アンタリアの戦争
2018年にリリース。シリーズ初のモバイルゲームとしての登場で、開発は数々のリアルタイムストラテジーゲームを開発した実績のあるNDREAM社が担当した。
カスタムストーリーモードでストーリーを作れる要素から、株式システムなど今までにないストラテジーゲームの要素を含んだ新しいモバイルゲームとして2018年夏にリリースされる。